# Yepes (apellido)
El apellido Yepes proviene del término "Hepes". Este apellido deriva un pueblo llamado Hepes que con los años los cristianos acabaron llamando Yepes. Los portantes de este apellido toledano deben saber que portan el nombre de un pueblo de Castilla-La Mancha, descendiendo de cristianos viejos que tras conquistar y expulsar a los árabes se les otorgó este apellido con el permiso (y en compensación de la hazaña) de los Reyes Católicos.
Yepes es un apellido toponímico. Pertenece, a un grupo numeroso de apellidos que tienen su origen en lugares concretos de España, ya sean pueblos, villas, ríos, ciudades, comarcas, etc. Únicamente debemos mencionar el lugar de Yepes, que dio origen al apellido y que se encuentra en la provincia de Toledo. 
Ratifican genealogistas que los miembros de esta familia estuvieron en la conquista de la ciudad de este nombre ganándola en buena lid y liberándola de los moros para entregarla a sus legítimos propietarios, los Reyes Católicos, quienes en compensación les otorgaron la potestad de llevar el nombre de Yepes o Yépez como alcuña. También lo confirma el historiador aragonés de principios del siglo XVII, Vicente Lastanosa, en su manuscrito titulado “Heráldica de familias de Aragón, Cataluña y Castilla”, quien escribe: “Son ganadores de Yepes”, en Ocaña, hoy partido judicial de Ocaña, en Toledo, donde los historiadores sitúan la antigua Hipona. según de donde venían las familias. Otros emigraron al Nuevo Mundo cuando se descubre América  por Cristóbal Colón.

## Historia
Son muchos los apellidos que tienen un origen en una zona determinada del territorio y a partir de esta zona evolucionaron y se extendieron hacia otras zonas. Éste es el caso de Yepes, apellido que tuvo su origen en la región castellana, siendo muy frecuente en muchos pueblos de la Comunidad Autónoma y no tan frecuente en otros lugares de la península ibérica. Se sabe del apellido que tuvo su primitiva casa solar en el noble pueblo de Ocaña (Toledo) donde personajes llamados Yepes destacaron en su servicio a los reyes españoles, por lo que fueron premiados mediante títulos nobiliarios. 

### Origen
Yépez y Yepes no tienen origen diferente, sino que nuestros ancestros llegan a América y de acuerdo a la escritura antigua del castellano, incluyeron la tilde y la z.

#### Linaje
Se sabe del apellido que tuvo su primitiva casa solar en el noble pueblo de Ocaña (Toledo) donde personajes llamados Yepes destacaron en su servicio a los reyes españoles, por lo que fueron premiados mediante títulos nobiliarios.

## Escudo de armas
A veces, el estudio de las armas es complejo, debido a que algunos apellidos presentan varios escudos representativos de ramas diferentes. En este caso, al tener todos los Yepes un tronco común, el ya citado de la villa de Ocaña, únicamente destacamos las siguientes armas que, por cierto, son muy antiguas: En campo de azur, un león rampante de oro, coronado del mismo metal; bordura de azur, con cinco escudetes de oro, cargado cada uno de una banda de gules.

## Yepes en la actualidad
El apellido Yepes está muy extendido en la comunidad de Castilla, donde se originó. En otras regiones de España es poco usual, aunque en Aragón, Andalucía, La Rioja y Extremadura se pueden encontrar familias que llevan el apellido.
El apellido Yepes en España lo tienen 3.561 personas como primer apellido, 3.487 como segundo apellido y 24 en ambos apellidos.